# Bhiwani
Bhiwani è una città dell'India di 169.424 abitanti, capoluogo del distretto di Bhiwani, nello stato federato dell'Haryana. In base al numero di abitanti la città rientra nella classe I (da 100.000 persone in su).

## Geografia fisica
La città è situata a 28° 46' 60 N e 76° 7' 60 E e ha un'altitudine di 224 m s.l.m..

## Società

### Evoluzione demografica
Al censimento del 2001 la popolazione di Bhiwani assommava a 169.424 persone, delle quali 91.726 maschi e 77.698 femmine. I bambini di età inferiore o uguale ai sei anni assommavano a 21.528, dei quali 11.893 maschi e 9.635 femmine. Infine, coloro che erano in grado di saper almeno leggere e scrivere erano 117.224, dei quali 69.283 maschi e 47.941 femmine.